# Corlay
Corlay é uma comuna francesa na região administrativa da Bretanha, no departamento Côtes-d'Armor. Estende-se por uma área de 13,80 km². Em 2010 a comuna tinha 963 habitantes (densidade: 69,8 hab./km²).
Os habitantes de Corlay são chamados de corlaisiens em francês.